# Qualiano
Qualiano község (comune) Olaszország Campania régiójában, Nápoly megyében.

## Fekvése
Nápolytól 13 km-re északnyugatra fekszik. Határai: Calvizzano, Giugliano in Campania és Villaricca.

## Története
Nevének eredete a latin Qualius vagy Aquiliuscon névből eredt. Egy kevésbé elfogadott hipotézis szerint a longobárd wald szóból ered, amelynek jelentése erdő. 
Cumaei telepesek alapították az i. e. 4 században. Később a rómaiak katonai bázisként használták. A középkor során Pozzuoli, majd később Nápoly fennhatósága alá került. Első virágzását a spanyol alkirályok uralkodása alatt élte át. Később a Bourbon uralkodók idejében jelentős urbanisztikai változásokon esett át. Ma Nápoly agglomerációs körzetébe tartozik. 

## Népessége
A népesség számának alakulása:

## Főbb látnivalói
- Santo Stefano-templom